# Gut Hospelt
Gut Hospelt ist ein Stadtteil von Bad Münstereifel im Kreis Euskirchen, Nordrhein-Westfalen und gehört zur Dörfergemeinschaft und ehemals eigenständigen Gemeinde Mutscheid.

## Lage
Der Wohnplatz liegt südöstlich von Bad Münstereifel mitten im Wald. Neben dem Ort liegen Hummerzheim und Odesheim. Östlich des kleinen Orts verläuft die Grenze zum benachbarten Land Rheinland-Pfalz.

## Geschichte
Gut Hospelt ist, nach der Stadt selbst, der älteste urkundlich belegte Wohnplatz im Münstereifeler Stadtgebiet. Die erste urkundliche Erwähnung erfolgte 854. Im Jahre 865 gehörte Hospelt mitsamt vier zugehörigen Bauerngehöften schon der Abtei Prüm und 893 wurden im Prümer Urbar 24 Gehöfte zum Herrenhof Hospelt gezählt.
Das heutige Gutshaus ist eine Neuschöpfung des Architekten Paul Schultze-Naumburg und wurde 1924 bis 1925 für den Fabrikanten Gustav Cramer (* 28. Oktober 1871 in Düsseldorf; † 27. Oktober 1953) errichtet. Gustav Cramer war, bevor er 1912 nach Münstereifel zog, Geschäftsführer der Gesellschaft für Baumwoll-Industrie in Hilden.
Am 1. Juli 1969 wurde Gut Hospelt zusammen mit der Gemeinde Mutscheid nach Bad Münstereifel eingemeindet.
In unmittelbarer Nähe zu Gut Hospelt befindet sich eine abgegangene Motte, eine ehemalige Fliehburg, die in die Zeit der Karolinger datiert wird.

## Kapelle St. Joseph
Schon im 9. Jahrhundert gehörte zum hospelter Hofverband ein „Presbyter“, vergleichbar mit einem heutigen  Pfarrer, und somit vermutlich auch ein Gotteshaus. Die heutige Kapelle stammt aus der Zeit um 1700 und wurde vermutlich vom damaligen Besitzer Johann Friedrich von Wentz errichtet. Sie war ursprünglich dem heiligen Antonius von Padua geweiht. Nach einer Restauration 1878 wurde dann der heilige Josef ihr Schutzpatron. 1889 wurde die Kapelle verlängert und erhielt ihren Dachreiter, der heute eine 39 kg schwere Glocke aus dem Jahr 1657 beherbergt. Sie trägt den Namen Maria und klingt mit dem Nominal cis' ' ' +4.

## Verkehr
Die Buslinie 819 der RVK hält im Ort. Der TaxiBusPlus ist verfügbar.